# Bårbykärret
Bårbykärret ist ein Moor auf der schwedischen Ostseeinsel Öland.
Das Moor liegt auf der Westseite der Insel, östlich der Orte Bengtstorp und Bårby unweit der Landstraße 136. Östlich des Moores liegt die karge Alvarlandschaft des Stora Alvaret.
Im Bårbykärret wachsen Steife Segge, Gewöhnliche Sumpfbinse, Rohrkolben und Fieberklee. Besonders häufig ist in dem mosaikartigen Sumpf der Teich-Schachtelhalm. Das Moor ist auch Heimat vieler Vogelarten wie Kampfläufer, Rothalstaucher, Knäkente, Ohrentaucher, Beutelmeise, Zwergtaucher und Trauerseeschwalbe. Am Rand des Moors halten sich auch immer wieder Rothirsche auf.
Wie auch bei anderen Mooren des Stora Alvaret setzte mit dem Nachlassen der Beweidung der umliegenden Flächen ab den 1960er Jahren eine verstärkte Verlandung ein. Birken und Weiden drangen weiter vor. Die Flächen offenen Wassers wurden kleiner. Die Verlandung wurde mit Maßnahmen der Renaturierung und der Beweidung mit Schafen gebremst.
Am Rande des Moors steht ein Beobachtungsturm, von dem ein guter Überblick über die Landschaft gegeben ist.